# Upper Lachlan Shire
Koordinaten: 34° 27′ S, 149° 28′ O

Das Upper Lachlan Shire ist ein lokales Verwaltungsgebiet (LGA) im australischen Bundesstaat New South Wales. Das Gebiet ist 7.127,396 km² groß und hat etwa 8.500 Einwohner.
Upper Lachlan liegt in der Süd-Ost-Region des Staates etwa 230 km südwestlich der Metropole Sydney und 130 km nordöstlich der australischen Hauptstadt Canberra. Das Gebiet umfasst 55 Ortsteile und Ortschaften: Bannaby, Bannister, Bevendale, Biala, Big Hill, Bigga, Binda, Blakney Creek, Broadway, Chatsbury, Crooked Corner, Crookwell, Cullerin, Curraweela, Dalton, Fullerton, Golspie, Grabben Gullen, Gunning, Gurrundah, Laggan, Limerick, Lost River, Merrill, Myrtleville, Narrawa, Oolong, Peelwood, Pejar, Richlands, Roslyn, Stonequarry, Taralga, Tuena, Wheeo und Yalbraith sowie Teile von Bango, Bellmount Forest, Brayton, Breadalbane, Collector, Currawang, Greenwich Park, Jerrawa, Lade Vale, Lerida, Middle Arm, Mount Werong, Pomeroy, Tarlo, Wayo, Wiarborough, Wollogorang, Wombeyan Caves und Woodhouslee. Der Sitz des Shire Councils befindet sich in der Stadt Crookwell im Zentrum der LGA, wo etwa 2.100 Einwohner leben.

## Verwaltung
Der Upper Lachlan Shire Council hat neun Mitglieder, die von den Bewohnern der LGA gewählt werden. Upper Hunter ist nicht in Bezirke untergliedert. Aus dem Kreis der Councillor rekrutiert sich auch der Mayor (Bürgermeister) des Councils.